# Теймур Абдуллаєв
Теймур Абдуллаєв (нар. 1975) - український політв'язень кримськотатарського походження, громадський активіст, тренер тхеквондо. До арешту проживав в с. Строгонівка Сімферопольського району АРК, одружений, батько п'ятьох дітей. Разом з братом Узеїром засуджений за «участь в діяльності терористичної організації» до 12 років 6 місяців колонії суворого режиму.